# Escuela del Instituto de Arte de Chicago
La Escuela del Instituto de Arte de Chicago (en inglés: School of the Art Institute of Chicago, SAIC) es una universidad privada de arte y diseño ubicada en el Chicago Loop de Chicago (Estados Unidos). Fue fundada en 1866 y está acreditado desde 1936.La presidenta de la SAIC es Jiseon Lee Isbara.
En 2002, una encuesta por el Programa Nacional de Periodismo Artístico de Universidad de Columbia calificó a SAIC como la "escuela de arte más influyente" por los críticos de arte.

## Demografía
En el otoño de 2024, había un total de 3,640 estudiantes: 2,806 de pregrado y 589 de posgrado.

## Personas notables

### Exalumno
- Richard Hunt  (clase de 1957)
- Thomas Hart Benton (1907-1909)
- Georgia O'Keeffe  (1905–1906)
- Grant Wood (1913–1916)
- Ivan Albright (1920–1923)
- Joan Mitchell (BFA 1947, MFA 1950)
- Jeff Koons (1975–1976)
- Wafaa Bilal (MFA 2003)

### Professores
- George Wesley Bellows (1919)
- Wafaa Bilal (2004)
- Candida Alvarez (ahora)